# 스타니스와프 울람
스타니스와프 마르친 울람(폴란드어: Stanisław Marcin Ulam, 1909년 4월 13일~1984년 5월 13일)은 폴란드와 미국의 수학자이다. 수소폭탄의 개발자로 유명하다.

## 생애
오스트리아-헝가리의 지배를 받고 있던 도시 렘베르크(Lemberg, 현재의 우크라이나 르비우)에서 태어났다. 그의 수학 선생은 르부프 학파의 유명한 폴란드 수학자 스테판 바나흐였다.
1938년 미국에 하버드 대학교 주니어 장학생으로 왔다가 장학금을 계속 받지 못하자 위스콘신 대학교의 강사진에 들어갔다. 제2차 세계 대전 발발 직전 폴란드에서 도피해 온 동생 울람도 부양하였다. 그때 그의 친구이자 학자인 존 폰 노이만이 뉴멕시코에서 추진되는 비밀 계획에 그를 초청했다. 울람이 궁금히 여겨 도서관에서 뉴멕시코에 관한 책을 대출하고 보니 그동안 위스콘신 대학에서 사라졌던 이들의 이름이 책을 먼저 빌려갔던 이들의 목록에 다 있었다고 한다. 그리하여 울람은 미국의 원자폭탄 개발 계획인 맨해튼 계획에 참여하게 되었다.
울람은 그 후에도 수소폭탄 개발에 중요한 업적을 남겼다. 에드워드 텔러가 제시했던 수소폭탄의 모형이 불충분하다는 것을 지적하고 더 나은 방법을 개발했다.
말년에는 핵 펄스 추진(nuclear pulse propulsion)을 발명했다. 그는 이를 그의 발명 중 가장 자랑스러운 것이라고 밝혔다.

## 참고 문헌
- Mycielski, Jan (1987). “Learning from Ulam: measurable cardinals · ergodicity · biomathematics” (PDF). 《Los Alamos Science》 (영어) 15: 107–113. 2014년 9월 9일에 원본 문서 (PDF)에서 보존된 문서. 2016년 9월 10일에 확인함.